# Supernova (DC Comics)
Supernova è un'identità utilizzata da tre personaggi nell'Universo DC, tutti correlati alla linea di sangue dei Carter. La prima comparsa di questo personaggio avvenne nella serie 52, dove il mistero della sua vera identità e dei suoi veri propositi furono due dei temi ricorrenti della serie.

## Storia di pubblicazione

### 52
Il personaggio di Supernova comparve per la prima volta durante l'ottavo numero della serie settimanale 52. Il suo costume e il nome sono simili nel disegno, ma con colori diversi, al costume di Nova, una "versione immaginaria" di Superman in una delle sue vecchie storie in cui perse i suoi poteri kryptoniani e divenne un combattente del crimine in stile Batman in una storia in due parti. Questa versione del personaggio ricomparve anche come una delle numerose versioni alternative di Superman. In Superman/Batman Annual n. 2, un Superman temporaneamente senza poteri indossò un costume con un disegno simile a quello di Nova, ma si auto-nominò Supernova.
Durante la Settimana 15, mentre Booster Gold otteneva una pessima reputazione, Supernova sembrò ricevere la fama e l'attenzione una volta attribuite a Booster.
Questa fu una scelta di disegno intenzionale da parte degli scrittori per alimentare il mistero che fu messo in piedi durante la sua prima comparsa - chi è Supernova?. Mentre la serie progrediva, la storia e i personaggi al suo interno mostrarono una varietà di scelte per l'identità di Supernova.
Durante la Settimana 19, Supernova incontrò Wonder Girl, che pensò che sotto la maschera vi fosse Kon-El. Lex Luthor vide alcuni filmati di questo incontro, tre settimane più tardi, durante la Settimana 22, e divenne furioso, credendo che Supernova fosse Superman.
Ralph Dibny confrontò e confermò l'identità di Supernova ma la sua informazione non fu condivisa con i lettori fino alla Settimana 37 dove si rivelò che in realtà era Booster Gold. Con l'aiuto di Rip Hunter, inscenò la propria morte e viaggiò indietro nel tempo per diventare Supernova come parte di un piano per fermare Skeets, che era sotto il controllo di Mr. Mind.
Il costume di Supernova fu quindi impiegato da Daniel Carter, l'antenato di Booster Gold e Rip Hunter nel presente. Riprendendo le origini di Booster, Daniel era un ex campione di football del liceo, che fu permanentemente ferito al ginocchio terminando così la sua carriera. Mr. Mind lo trovò e lo manipolò, intrappolandolo nel flusso temporale prima di venire salvato da Rip Hunter, che poi sconfisse Mr. Mind nella battaglia finale di 52. Mentre Daniel e Booster erano coscienti della loro parentela, Rip Hunter invece mantenne intenzionalmente segreta la connessione con la sua famiglia oscura ai due Carter (in quanto lui è il figlio futuro di Booster Gold).

### Booster Gold
Dopo questi eventi, il personaggio comparve nel rilancio della serie Booster Gold che utilizzò molti degli stessi temi di 52. Rip Hunter e Booster Gold continuarono la loro alleanza e tentarono di evitare i pericolosi cambiamenti degli eventi storici. Booster Gold accettò di lasciare l'identità di Supernova a Daniel, sperando che si modellasse in una brava persona. Tuttavia, Daniel fallì nel fare buon uso della tuta, che fu rubata dal padre di Booster, Jonar Carter che divenne la terza persona ad utilizzarla.
Jonar fu visto lavorare al fianco di altri personaggi quali Ultra-Humanite, Per Degaton, Despero e Black Beetle formati nel gruppo noto come Time Stealers. Utilizzando il tempo come arma per la conquista, tentarono di cambiare la storia a loro beneficio. Per esempio, cercando di uccidere il bisnonno di Jonathan Kent, così che i Kent non avrebbero mai trovato Superman. Fu rivelato che Jonar era sotto il controllo di Mr. Mind, cosa che costrinse Booster a tagliargli un orecchio per liberarlo. Jon fu infine visto vivo ma incosciente in una realtà alternativa. Non è chiaro se fosse ancora vivo nel regolare Universo DC.
Parallelo a questi eventi, Daniel fu lasciato a casa, dove incontrò Rose Levin, sua futura moglie, una blogger/giornalista che sperava di fare fortuna vendendo articoli e foto di Booster Gold. All'inizio, Rose non lo trovò solo ineducato, senza cultura e praticamente repellente, cosa che servì ad allettare l'attrazione di Daniel ancora di più, ma era terrorizzata all'idea che lei e Daniel si sarebbero inevitabilmente sposati e diventati i futuri diretti discendenti di Booster Gold. Lungo il percorso, Hunter fece una replica della tuta di Supernova per Daniel. Dopo aver visto i duri rimproveri che Rip diede a Booster per la sua assenza, lui e Rose decisero con Booster di smantellare i Time Masters, e cercarono di ritornare alle loro vite originali.
La risoluzione di Daniel cominciò a scemare, e presto il giovane ritornò alla sua carriera di viaggiatore temporale, anche se per diversi motivi egoistici: sperando di impressionare Rose, viaggiò nel tempo durante l'invasione dei Dominatori sulla Terra, in cerca di un cimelio di famiglia perso da Rose mentre fuggiva da Parigi. Durante le ricerche, incontrò una Starro-sonda, e pensando che fosse innocua, cercò di contenerla in un barattolo di maionese, da cui questa fuggì, prendendo il controllo di Rip Hunter e del flusso temporale. Booster fu costretto a reclutarlo di nuovo per riparare al danno.
Durante gli eventi di La notte più profonda, Ted Kord, rianimato come Lanterna Nera, prese di mira Daniel e Rose al fine di attirare Booster. La Lanterna Nera Ted Kord sarebbe stato sconfitto dagli sforzi combinati di Booster Gold, Skeets, Blue Beetle (Jaime Reyes), e lo stesso Daniel sotto l'identità di Supernova.

## Poteri e abilità
Supernova utilizzò il proiettore della Zona Fantasma costruito nella sua tuta per teletrasportare la materia da un posto ad un altro nella stessa Zona Fantasma. Utilizzò quest'abilità in numerose occasioni, come il salvamento dei curiosi da vari disastri, rimuovendo una creatura che terrorizzava Metropolis, e rimuovendo un satellite di sorveglianza che si trainò per centinaia di miglia. La tuta contiene una copia della cintura contenente un frammento di nana bianca che cambia le dimensioni come quella di Atomo (personaggio)|Atomo e un sistema laser avanzato in grado di fondere l'acciaio; Rip Hunter affermò di averla costruita per resistere a ogni tipo di assalto. La tuta era poi così avanzata che era in grado di "congelare il tempo per l'indossatore". Finché l'indossatore aveva la tuta addosso, lui o lei non sente il bisogno di mangiare o bere, e di vivere indefinitamente e senza invecchiare. La tuta è collegata specificamente al DNA di Daniel, richiedendo che ogni indossatore sia imparentato con Booster al fine di far funzionare ogni abilità della tuta.
Dopo che la tuta originale fu rubata da Jonar e successivamente danneggiata, Rip Hunter si presentò a Daniel con la nuova tuta per aiutarlo a salvare Booster Gold dai Time Stealers. Oltre a essere di colore scuro, con elementi bianchi tramutati in neri, non è ancora chiaro come e se può essere più avanzata del modello bianco originale.